# Casa Josep Tey
La Casa Josep Tey és un habitatge de Cardedeu a la comarca del Vallès Oriental protegida com a Bé Cultural d'Interès Local.

## Descripció
És un edifici entre mitgeres de planta rectangular, planta baixa, dos pisos, coberta de dos aiguavessos de teula àrab i jardí posterior. La façana principal té quatre eixos de composició vertical, tot i que a la planta baixa només hi ha tres obertures. En aquest primer nivell se situa el portal d'accés, d'arc a nivell i amb un emmarcament de pedra; està flanquejat per dues finestres d'arc rebaixat amb emmarcaments senzills i protegides per reixes de ferro forjat. La resta d'obertures dels dos pisos superiors són rectangulars i presenten emmarcaments amb els cantons superiors arrodonits. Al primer pis hi ha dues finestres laterals i, al centre, dues portes balconeres que donen a balcons individuals amb llosanes de pedra i baranes de ferro. El balcó ubicat sobre el portal presenta una inscripció sota la llosana de pedra («1848 AN»). A l'últim nivell, aquesta seqüència d'obertures es repeteix, tot i que els balcons del centre són ampitadors i lleugerament volats.
Corona la façana un petit muret que no permet veure la teulada a peu de carrer. Sota aquest element hi ha una cornisa motllurada sostinguda per cartel·les.
L'estucat de la façana principal és llis als pisos superiors i amb imitació de carreus buixardats a la planta baixa i als laterals. A la façana posterior hi ha una galeria coberta i tancada per grans finestrals vidriats; a la planta baixa hi ha, a més, un porxo que comunica amb el jardí posterior. El terrat d'aquesta part de l'immoble està coronat amb una balustrada. Pel que fa al jardí posterior, aquest presenta un accés des del Passeig Pau Gesa, amb porta i reixes de ferro forjat i planxes metàl·liques.